# Black Sabbath Reunion Tour
Reunion Tour fue una gira musical de la banda británica de heavy metal Black Sabbath, celebrando su reunión del año 2012 y para promocionar su nuevo álbum de estudio 13, el cual fue el primer álbum del grupo con su vocalista original Ozzy Osbourne desde el álbum de 1978 Never Say Die! y con su bajista original Geezer Butler desde el álbum de 1994 Cross Purposes.

## Antecedentes
El 11 de noviembre de 2011, en el club Whisky a Go Go de Los Ángeles, la banda anunció que la formación original se reunía para una gira en 2012 y grabar un nuevo álbum de estudio. La banda eligió al productor estadounidense Rick Rubin para producir el nuevo álbum del grupo, el primero en grabarse y publicarse con sus integrantes originales desde el álbum Never Say Die! de 1978. "Fue la elección obvia", explicó Osbourne acerca de Rubin como productor. "Conozco a Rick hace muchos años."
La última gira de Black Sabbath con Ozzy fue en 2005, y sus integrantes originales aparecieron juntos por última vez cuando fueron inducidos al Salón de la Fama del Rock en 2006. Habían tenido la intención de grabar un nuevo álbum con Rick Rubin en 2001, pero las sesiones se cancelaron y Osbourne enfocó su atención a su carrera solista. La segunda formación de la banda que incluía a Ronnie James Dio se reunió bajo del nombre Heaven & Hell en 2006, pero se disolvió cuatro años más tarde, tras el fallecimiento de Dio a causa de un cáncer de estómago, el 16 de mayo de 2010.
La primera fecha anunciada fue fijada en el Download Festival en Inglaterra el 10 de junio de 2012, aunque posteriormente la banda anunció más fechas en Europa.
El 9 de enero de 2012, el guitarrista Tony Iommi fue diagnosticado con "primeras fases de linfoma", de acuerdo a un comunicado emitido por el publicista de la banda. "A sus compañeros les gustaría que en esta ocasión todos envíen energías positivas al guitarrista", dijo el comunicado. "Actualmente Iommi está consultando con los médicos para determinar el tratamiento más adecuado. El 'Iron Man' (Hombre de Hierro) del Rock and Roll permanece optimista y resuelto a obtener una completa y exitosa recuperación." La banda se vio obligada a cancelar su participación como cabezas de cartel en la versión 2012 del Coachella Festival, posterior al anuncio que Iommi estaba padeciendo de cáncer bajo la forma de linfoma.
Casi un mes después, el 2 de febrero de 2012, el baterista original de la banda, Bill Ward, amenazó con dejar Black Sabbath, publicando una extensa declaración en la cual indicaba que no participaría de la reunión a menos que le ofreciesen "un contrato digno de firmar, que refleje algo de dignidad y respeto hacia mi persona como un miembro original de la banda." Al día siguiente, la banda respondió a través de Facebook: "Nos entristeció enterarnos el día de ayer por Facebook que Bill rechazó públicamente participar en nuestros actuales planes con Black Sabbath... No tenemos otra opción que continuar grabando sin él, aunque nuestras puertas siempre están abiertas... Aún estamos en el Reino Unido con Tony, escribiendo y grabando el nuevo álbum con entusiasmo... ¡¡¡Nos vemos en Download!!! – Tony, Ozzy y Geezer" Finalmente, Ward rechazaría tocar la batería en los conciertos del grupo programados para 2012, después de fracasar las negociaciones para un acuerdo contractual. El bajista Geezer Butler anunció que el baterista Tommy Clufetos, entonces baterista de la banda solista de Ozzy Osbourne y de Rob Zombie, reemplazaría a Ward para los conciertos.
Solo dos semanas después, el 17 de febrero de 2012, Black Sabbath redujo sus planes de reunión debido al tratamiento de Iommi contra el linfoma. La banda confirmó que tocarían un único concierto de su planificada gira por Europa, en el Download Festival, el cual se llevó a cabo el 10 de junio en Inglaterra y fue precedido por un concierto de "preparación" en Birmingham, el 19 de mayo de 2012, y luego seguido por una presentación como cabezas de cartel en el festival Lollapalooza en Chicago, haciendo de esta la única presentación de la banda en Norteamérica del año 2012. Para cubrir los conciertos cancelados, Osbourne encabezó una gira solista de 17 fechas como parte de Ozzy and Friends, con invitados especiales como Slash, Zakk Wylde y Geezer Butler en fechas determinadas.
El concierto de la banda realizado en el O2 Academy de Birmingham fue filmado profesionalmente. El 9 de agosto de 2012, Black Sabbath publicó imágenes de la interpretación de "Paranoid", durante dicho concierto. Los conciertos realizados por la banda en el Rod Laver Arena de Melbourne, Australia, durante los días 29 de abril y 1 de mayo de 2013, fueron grabados y publicados como el álbum, DVD y Blu-ray en vivo Live... Gathered In Their Masses.

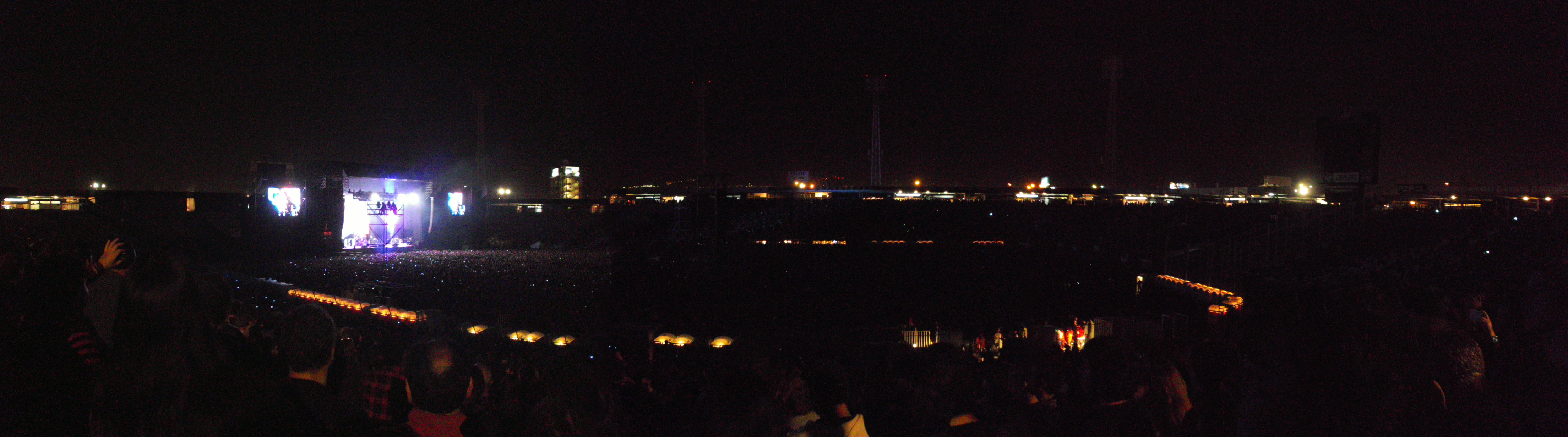
Concierto de Black Sabbath, Estadio Monumental, Santiago de Chile, 4 de octubre de 2013

Después que su gira programada para 2012 se viera reducida a causa de la salud del guitarrista Tony Iommi, Black Sabbath retornó a los escenarios en 2013, presentándose en Nueva Zelanda, Australia, Japón, Norteamérica, Sudamérica y Europa. La banda además encabezó el primer festival Ozzfest realizado en Japón, en la ciudad de Chiba, junto con Slipknot, durante los días 11 y 12 de mayo de 2013. Las fechas de 2013 y 2014 fueron programadas de tal forma que Iommi pudiera regresar a Inglaterra cada seis semanas para su tratamiento contra el linfoma.

## Fechas de la gira
| Fecha                                        | Ciudad           | País                   | Recinto                            |
| -------------------------------------------- | ---------------- | ---------------------- | ---------------------------------- |
| Europa (conciertos de preparación)           |                  |                        |                                    |
| 19 de mayo de 2012                           | Birmingham       | Reino Unido            | O2 Academy                         |
| 10 de junio de 2012                          | Leicestershire   | Reino Unido            | Download Festival                  |
| América del Norte (concierto de preparación) |                  |                        |                                    |
| 3 de agosto de 2012                          | Chicago          | Estados Unidos         | Lollapalooza                       |
| Oceanía                                      |                  |                        |                                    |
| 20 de abril de 2013                          | Auckland         | Nueva Zelanda          | Vector Arena                       |
| 22 de abril de 2013                          | Auckland         | Nueva Zelanda          | Vector Arena                       |
| 25 de abril de 2013                          | Brisbane         | Australia              | Brisbane Entertainment Centre      |
| 27 de abril de 2013                          | Sídney           | Australia              | Sydney Super Dome                  |
| 29 de abril de 2013                          | Melbourne        | Australia              | Rod Laver Arena                    |
| 1 de mayo de 2013                            | Melbourne        | Australia              | Rod Laver Arena                    |
| 4 de mayo de 2013                            | Perth            | Australia              | Perth Arena                        |
| 7 de mayo de 2013                            | Adelaida         | Australia              | Adelaide Entertainment Centre      |
| Asia #1                                      |                  |                        |                                    |
| 12 de mayo de 2013                           | Chiba            | Japón                  | Makuhari Messe                     |
| América del Norte #1                         |                  |                        |                                    |
| 25 de julio de 2013                          | The Woodlands    | Estados Unidos         | Cynthia Woods Mitchell Pavilion    |
| 27 de julio de 2013                          | Austin           | Estados Unidos         | Frank Erwin Center                 |
| 29 de julio de 2013                          | Tampa            | Estados Unidos         | Live Nation Amphitheatre           |
| 31 de julio de 2013                          | West Palm Beach  | Estados Unidos         | Cruzan Amphitheatre                |
| 2 de agosto de 2013                          | Bristow          | Estados Unidos         | Jiffy Lube Live                    |
| 4 de agosto de 2013                          | Holmdel          | Estados Unidos         | PNC Bank Arts Center               |
| 6 de agosto de 2013                          | Clarkston        | Estados Unidos         | DTE Energy Music Theatre           |
| 8 de agosto de 2013                          | Uncasville       | Estados Unidos         | Mohegan Sun Arena                  |
| 10 de agosto de 2013                         | Filadelfia       | Estados Unidos         | Wells Fargo Center                 |
| 12 de agosto de 2013                         | Mansfield        | Estados Unidos         | Comcast Center                     |
| 14 de agosto de 2013                         | Toronto          | Canadá                 | Air Canada Centre                  |
| 16 de agosto de 2013                         | Tinley Park      | Estados Unidos         | First Midwest Bank Amphitheatre    |
| 18 de agosto de 2013                         | Noblesville      | Estados Unidos         | Klipsch Music Center               |
| 22 de agosto de 2013                         | Vancouver        | Canadá                 | Rogers Arena                       |
| 24 de agosto de 2013                         | George           | Estados Unidos         | The Gorge Amphitheatre             |
| 26 de agosto de 2013                         | Mountain View    | Estados Unidos         | Shoreline Amphitheatre             |
| 28 de agosto de 2013                         | Irvine           | Estados Unidos         | Verizon Wireless Amphitheatre      |
| 30 de agosto de 2013                         | Phoenix          | Estados Unidos         | US Airways Center                  |
| 1 de septiembre de 2013                      | Las Vegas        | Estados Unidos         | MGM Grand Garden Arena             |
| 3 de septiembre de 2013                      | Los Ángeles      | Estados Unidos         | Los Angeles Memorial Sports Arena  |
| Latinoamérica                                |                  |                        |                                    |
| 4 de octubre de 2013                         | Santiago         | Chile                  | Estadio Monumental                 |
| 6 de octubre de 2013                         | La Plata         | Argentina              | Estadio Único de La Plata          |
| 9 de octubre de 2013                         | Porto Alegre     | Brasil                 | Fiergs                             |
| 11 de octubre de 2013                        | São Paulo        | Brasil                 | Aeroporto Campo de Marte           |
| 13 de octubre de 2013                        | Río de Janeiro   | Brasil                 | Praça da Apoteose                  |
| 15 de octubre de 2013                        | Belo Horizonte   | Brasil                 | Esplanada do Mineirão              |
| 19 de octubre de 2013                        | Bogotá           | Colombia               | Parque Metropolitano Simón Bolívar |
| 22 de octubre de 2013                        | San José         | Costa Rica             | Estadio Nacional de Costa Rica     |
| 26 de octubre de 2013                        | Ciudad de México | México                 | Foro Sol                           |
| Europa #1                                    |                  |                        |                                    |
| 17 de noviembre de 2013                      | Helsinki         | Finlandia              | Hartwall Areena                    |
| 22 de noviembre de 2013                      | Estocolmo        | Suecia                 | Friends Arena                      |
| 24 de noviembre de 2013                      | Oslo             | Noruega                | Telenor Arena                      |
| 26 de noviembre de 2013                      | Copenhague       | Dinamarca              | Forum Copenhagen                   |
| 28 de noviembre de 2013                      | Ámsterdam        | Países Bajos           | Ziggo Dome                         |
| 30 de noviembre de 2013                      | Dortmund         | Alemania               | Westfalenhalle                     |
| 2 de diciembre de 2013                       | París            | Francia                | Palais Omnisports de Paris-Bercy   |
| 4 de diciembre de 2013                       | Frankfort        | Alemania               | Festhalle                          |
| 7 de diciembre de 2013                       | Praga            | República Checa        | O2 Arena                           |
| 10 de diciembre de 2013                      | Londres          | Reino Unido            | The O2 Arena                       |
| 12 de diciembre de 2013                      | Belfast          | Reino Unido            | Odyssey Arena                      |
| 14 de diciembre de 2013                      | Sheffield        | Reino Unido            | Motorpoint Arena                   |
| 16 de diciembre de 2013                      | Glasgow          | Reino Unido            | The Hydro                          |
| 18 de diciembre de 2013                      | Mánchester       | Reino Unido            | Manchester Arena                   |
| 20 de diciembre de 2013                      | Birmingham       | Reino Unido            | LG Arena                           |
| 22 de diciembre de 2013                      | Birmingham       | Reino Unido            | National Indoor Arena              |
| América del Norte #2                         |                  |                        |                                    |
| 31 de marzo de 2014                          | Brooklyn         | Estados Unidos         | Barclays Center                    |
| 3 de abril de 2014                           | Halifax          | Canadá                 | Metro Centre                       |
| 5 de abril de 2014                           | Quebec           | Canadá                 | Colisée Pepsi                      |
| 7 de abril de 2014                           | Montreal         | Canadá                 | Centre Bell                        |
| 9 de abril de 2014                           | London           | Canadá                 | Budweiser Gardens                  |
| 11 de abril de 2014                          | Hamilton         | Canadá                 | Copps Coliseum                     |
| 13 de abril de 2014                          | Ottawa           | Canadá                 | Canadian Tire Centre               |
| 16 de abril de 2014                          | Winnipeg         | Canadá                 | MTS Centre                         |
| 18 de abril de 2014                          | Saskatoon        | Canadá                 | Credit Union Centre                |
| 20 de abril de 2014                          | Calgary          | Canadá                 | Scotiabank Saddledome              |
| 22 de abril de 2014                          | Edmonton         | Canadá                 | Rexall Place                       |
| 26 de abril de 2014                          | Los Ángeles      | Estados Unidos         | Hollywood Bowl                     |
| Asia #2                                      |                  |                        |                                    |
| 29 de mayo de 2014                           | Abu Dabi         | Emiratos Árabes Unidos | Yas Island                         |
| Europa #2                                    |                  |                        |                                    |
| 1 de junio de 2014                           | Moscú            | Rusia                  | Olimpiski                          |
| 3 de junio de 2014                           | San Petersburgo  | Rusia                  | Ice Palace                         |
| 6 de junio de 2014                           | Sölvesborg       | Suecia                 | Sweden Rock Festival               |
| 8 de junio de 2014                           | Berlín           | Alemania               | Wuhlheide                          |
| 11 de junio de 2014                          | Łódź             | Polonia                | Łódź Arena                         |
| 13 de junio de 2014                          | Múnich           | Alemania               | Königsplatz                        |
| 15 de junio de 2014                          | Nickelsdorf      | Austria                | Nova Rock Festival                 |
| 18 de junio de 2014                          | Bolonia          | Italia                 | Unipol Arena                       |
| 20 de junio de 2014                          | Zúrich           | Suiza                  | Hallenstadion                      |
| 22 de junio de 2014                          | Clisson          | Francia                | Hellfest                           |
| 25 de junio de 2014                          | Stuttgart        | Alemania               | Hanns-Martin-Schleyer-Halle        |
| 27 de junio de 2014                          | Essen            | Alemania               | Stadion Essen                      |
| 29 de junio de 2014                          | Dessel           | Bélgica                | Graspop Metal Meeting              |
| 4 de julio de 2014                           | Londres          | Reino Unido            | Hyde Park                          |

### Fechas canceladas
| 16 de octubre de 2013  | Lima, Perú    | Estadio Monumental | Evento cancelado por el promotor, por razones desconocidas. |
| 5 de diciembre de 2013 | Milán, Italia | Fiera Arena        | Evento cancelado por el promotor, por razones logísticas.   |

## Listados de canciones interpretadas durante la gira
| 19 de mayo de 2012 – Birmingham - Into the Void - Under the Sun - Snowblind - War Pigs - Wheels of Confusion - Electric Funeral - Black Sabbath - The Wizard - Behind the Wall of Sleep - N.I.B. - Fairies Wear Boots - Tomorrow's Dream - Sweet Leaf - Symptom of the Universe (instrumental) - Drum solo - Iron Man - Dirty Women - Children of the Grave Bis - Paranoid (con introducción de "Sabbath Bloody Sabbath") Nota "Lord of This World" estaba en el listado original, pero no fue interpretada. 10 de junio de 2012 – Download Festival - Black Sabbath - The Wizard - Behind the Wall of Sleep - N.I.B. - Into the Void - Under the Sun - Snowblind - War Pigs - Sweet Leaf - Symptom of the Universe (instrumental) - Drum solo - Iron Man - Fairies Wear Boots - Dirty Women - Children of the Grave Bis - Paranoid (con introducción de "Sabbath Bloody Sabbath") 3 de agosto de 2012 – Festival Lollapalooza - Black Sabbath - The Wizard - Behind the Wall of Sleep - N.I.B. - Into the Void - Under the Sun - Snowblind - War Pigs - Electric Funeral - Sweet Leaf - Symptom of the Universe (instrumental) - Drum solo - Iron Man - Fairies Wear Boots - Tomorrow's Dream - Dirty Women - Children of the Grave Bis - Paranoid (con introducción de "Sabbath Bloody Sabbath") 20 de abril de 2013 – Auckland 22 de abril de 2013 – Auckland 25 de abril de 2013 – Brisbane 27 de abril de 2013 – Sídney - War Pigs - Into the Void - Under the Sun - Snowblind - Electric Funeral - Black Sabbath - Behind the Wall of Sleep - N.I.B. - End of the Beginning (debut en vivo el 20 de abril) - Fairies Wear Boots - Symptom of the Universe (instrumental) - Drum solo - Iron Man - God is Dead? (debut en vivo el 20 de abril) - Dirty Women - Children of the Grave Bis - Paranoid (con introducción de "Sabbath Bloody Sabbath") 29 de abril de 2013 – Melbourne - War Pigs - Into the Void - Under the Sun - Snowblind - Electric Funeral - Black Sabbath - Behind the Wall of Sleep - N.I.B. - Methademic (debut en vivo) - Fairies Wear Boots - Symptom of the Universe (instrumental) - Drum solo - Iron Man - God is Dead? - Dirty Women - Children of the Grave Bis - Paranoid (con introducción de "Sabbath Bloody Sabbath") 1 de mayo de 2013 – Melbourne - War Pigs - Into the Void - Under the Sun - Snowblind - Loner (debut en vivo) - Black Sabbath - Behind the Wall of Sleep - N.I.B. - End of the Beginning - Fairies Wear Boots - Symptom of the Universe (instrumental) - Drum solo - Iron Man - God is Dead? - Dirty Women - Children of the Grave Bis - Paranoid (con introducción de "Sabbath Bloody Sabbath") 4 de mayo de 2013 – Perth 7 de mayo de 2013 – Adelaida - War Pigs - Into the Void - Under the Sun - Snowblind - Black Sabbath - Behind the Wall of Sleep - N.I.B. - Fairies Wear Boots - Symptom of the Universe (instrumental) - Drum solo - Iron Man - God is Dead? - Dirty Women - Children of the Grave Bis - Paranoid (con introducción de "Sabbath Bloody Sabbath") 12 de mayo de 2013 – Ozzfest Japón - War Pigs - Into the Void - Under the Sun - Snowblind - Black Sabbath - Behind the Wall of Sleep - N.I.B. - Fairies Wear Boots - Symptom of the Universe (instrumental) - Drum solo - Iron Man - God is Dead? - Children of the Grave Bis - Paranoid (con introducción de "Sabbath Bloody Sabbath") 25 de julio de 2013 – The Woodlands 27 de julio de 2013 – Austin 29 de julio de 2013 – Tampa 31 de julio de 2013 – West Palm Beach 2 de agosto de 2013 – Bristow 4 de agosto de 2013 – Holmdel 6 de agosto de 2013 – Clarkston - War Pigs - Into the Void - Under the Sun - Snowblind - Age of Reason (debut en vivo el 25 de julio) - Black Sabbath - Behind the Wall of Sleep - N.I.B. - End of the Beginning - Fairies Wear Boots - Methademic - Rat Salad - Drum solo - Iron Man - God is Dead? - Dirty Women - Children of the Grave Bis - Paranoid (con introducción de "Sabbath Bloody Sabbath") 8 de agosto de 2013 – Uncasville 10 de agosto de 2013 – Filadelfia 12 de agosto de 2013 – Mansfield 14 de agosto de 2013 – Toronto 16 de agosto de 2013 – Tinley Park 18 de agosto de 2013 – Noblesville 24 de agosto de 2013 – George 26 de agosto de 2013 – Mountain View 30 de agosto de 2013 – Phoenix 1 de septiembre de 2013 – Las Vegas 3 de septiembre de 2013 – Los Ángeles 4 de octubre de 2013 – Santiago 6 de octubre de 2013 – La Plata 9 de octubre de 2013 – Porto Alegre 11 de octubre de 2013 – São Paulo 13 de octubre de 2013 – Río de Janeiro 15 de octubre de 2013 – Belo Horizonte 19 de octubre de 2013 – Bogotá 22 de octubre de 2013 – San José 26 de octubre de 2013 – Ciudad de México 20 de noviembre de 2013 – Helsinki 22 de noviembre de 2013 – Estocolmo 24 de noviembre de 2013 – Oslo 28 de noviembre de 2013 – Ámsterdam 30 de noviembre de 2013 – Dortmund 2 de diciembre de 2013 – París 4 de diciembre de 2013 – Fráncfort 7 de diciembre de 2013 – Praga 10 de diciembre de 2013 – Londres 14 de diciembre de 2013 – Sheffield 16 de diciembre de 2013 – Glasgow 18 de diciembre de 2013 – Mánchester 20 de diciembre de 2013 – Birmingham 22 de diciembre de 2013 – Birmingham - War Pigs - Into the Void - Under the Sun - Snowblind - Age of Reason - Black Sabbath - Behind the Wall of Sleep - N.I.B. - End of the Beginning - Fairies Wear Boots - Rat Salad - Drum solo - Iron Man - God is Dead? - Dirty Women - Children of the Grave Bis - Paranoid (con introducción de "Sabbath Bloody Sabbath") | 22 de agosto de 2013 – Vancouver - War Pigs - Into the Void - Under the Sun - Snowblind - Age of Reason - Black Sabbath - Behind the Wall of Sleep - N.I.B. - End of the Beginning - Fairies Wear Boots - Rat Salad - Drum solo - Iron Man - God is Dead? Bis - Paranoid (con introducción de "Sabbath Bloody Sabbath") 28 de agosto de 2013 – Irvine - War Pigs - Into the Void - Under the Sun - Snowblind - Age of Reason - Black Sabbath - Behind the Wall of Sleep - N.I.B. - End of the Beginning - Fairies Wear Boots - Rat Salad - Drum solo - Iron Man - God is Dead? - Children of the Grave Bis - Paranoid (con introducción de "Sabbath Bloody Sabbath") 26 de noviembre de 2013 – Copenhague 12 de diciembre de 2013 – Belfast - War Pigs - Into the Void - Under the Sun - Snowblind - Age of Reason - Black Sabbath - Behind the Wall of Sleep - N.I.B. - End of the Beginning - Fairies Wear Boots - Rat Salad - Drum solo - Iron Man - Dirty Women - Children of the Grave Bis - Paranoid (con introducción de "Sabbath Bloody Sabbath") 31 de marzo de 2014 – Brooklyn 5 de abril de 2014 – Quebec 7 de abril de 2014 – Montreal 9 de abril de 2014 – London 11 de abril de 2014 – Hamilton 13 de abril de 2014 – Ottawa 16 de abril de 2014 – Winnipeg 18 de abril de 2014 – Saskatoon 20 de abril de 2014 – Calgary 22 de abril de 2014 – Edmonton 26 de abril de 2014 – Los Ángeles 29 de mayo de 2014 – Abu Dabi 1 de junio de 2014 – Moscú 3 de junio de 2014 – San Petersburgo 8 de junio de 2014 – Berlín 11 de junio de 2014 – Łódź 13 de junio de 2014 – Múnich 20 de junio de 2014 – Zúrich 25 de junio de 2014 – Stuttgart - War Pigs - Into the Void - Under the Sun - Snowblind - Age of Reason - Black Sabbath - Behind the Wall of Sleep - N.I.B. - End of the Beginning - Fairies Wear Boots - Rat Salad/Supernaut (instrumental) - Drum solo - Iron Man - God is Dead? - Dirty Women - Children of the Grave Bis - Paranoid (con introducción de "Sabbath Bloody Sabbath") Nota En el concierto del 1 de junio en Moscú, durante la interpretación de "Children of the Grave" se apagaron los amplificadores que apuntaban hacia la audiencia. El resto de la canción solo se escuchó a través de los monitores de retorno sobre el escenario. Debido a este percance técnico, no fue interpretada "Paranoid", a pesar de que estaba incluida en el listado original. 3 de abril de 2014 – Halifax - War Pigs - Into the Void - Under the Sun - Snowblind - Age of Reason - Black Sabbath - Behind the Wall of Sleep - N.I.B. - End of the Beginning - Fairies Wear Boots - Rat Salad/Supernaut (instrumental) - Drum solo - Iron Man - God is Dead? - Children of the Grave Bis - Paranoid (con introducción de "Sabbath Bloody Sabbath") 6 de junio de 2014 – Sölvesborg 15 de junio de 2014 – Nickelsdorf 22 de junio de 2014 – Clisson 27 de junio de 2014 – Essen 29 de junio de 2014 – Dessel 4 de julio de 2014 – Londres - War Pigs - Into the Void - Snowblind - Age of Reason - Black Sabbath - Behind the Wall of Sleep - N.I.B. - Fairies Wear Boots - Rat Salad/Supernaut (instrumental) - Drum solo - Iron Man - God is Dead? - Children of the Grave Bis - Paranoid (con introducción de "Sabbath Bloody Sabbath") 18 de junio de 2014 – Bolonia - War Pigs - Into the Void - Under the Sun - Snowblind - Black Sabbath - Behind the Wall of Sleep - N.I.B. - Fairies Wear Boots - Rat Salad/Supernaut (instrumental) - Drum solo - Iron Man - God is Dead? - Children of the Grave Bis - Paranoid (con introducción de "Sabbath Bloody Sabbath") |

## Personal
- Ozzy Osbourne – voz, armónica (solo en "The Wizard")
- Tony Iommi – guitarra eléctrica
- Geezer Butler – bajo eléctrico

con
- Adam Wakeman – teclados, guitarra rítmica
- Tommy Clufetos – batería

## Recaudación
2013: 641,928 boletos vendidos, US$53.8 millones procedentes de 54 conciertos
2014: 201,038 boletos vendidos, US$18.2 millones procedentes de 21 conciertos
Recaudación total disponible: 842,966 boletos vendidos, US$72.0 millones procedentes de 75 conciertos